# Big Beat Dance Party
Big Beat Dance Party è un album di Budd Johnson, pubblicato dall'etichetta discografica Stereo-o-Craft nell'agosto del 1959.

## Tracce

### LP
Lato A
1. All Alone (musica: Irving Berlin)
2. For Sentimental Reasons (testo: Ivory "Deek" Watson – musica: William "Pat" Best)
3. Maybe (Frank Madden, Alan Flynn)
4. Somebody Loves Me (testo: Ballard MacDonald, Buddy DeSylva – musica: George Gershwin)
5. Sometimes I'm Happy (testo: Irving Caesar – musica: Vincent Youmans)
6. On the Alamo (testo: Gus Kahn – musica: Isham Jones)

Lato B
1. Lover Come Back to Me (testo: Oscar Hammerstein II – musica: Sigmund Romberg)
2. It Had to Be You (testo: Gus Kahn – musica: Isham Jones)
3. Sleepy Time Gal (testo: Ange Lorenzo, Richard A. Whiting – musica: Joseph Alden, Raymond B. Egan)
4. Sweet and Lovely (Gus Arnheim, Harry Tobias, Jules Lemare (Charles N. Daniels))
5. You're Driving Me Crazy (Walter Donaldson)
6. Castle Rock (testo: Ervin Drake, Jimmy Shirl – musica: Al Sears)

## Musicisti
All Alone / For Sentimental Reasons / Sometimes I'm Happy / Lover Come Back to Me
- Budd Johnson – sassofono tenore
- Jimmy Nottingham – tromba
- Ernie Hayes – piano
- Everett Barksdale – chitarra
- Lloyd Trotman – contrabbasso
- Panama Francis – batteria
- The Voices Five (gruppo vocale) – cori

Maybe / Somebody Loves Me / On the Alamo / It Had to Be You / Sleepy Time Gal / Sweet and Lovely / You're Driving Me Crazy / Castle Rock
- Budd Johnson – sassofono tenore, sassofono alto (brano: Sweet and Lovely), non suona nel brano Sleepy Time Gal
- Al Sears – sassofono tenore
- Bill Graham – sassofono baritono
- Jimmy Nottingham – tromba
- Lloyd Mayers – piano
- Everett Barksdale – chitarra
- Lloyd Trotman – contrabbasso
- Joe Marshall – batteria
- Sconosciuti (gruppo vocale) – cori [2]